# Runner’s World
Runner's World – amerykański ilustrowany magazyn dla biegaczy na każdym poziomie zaawansowania. Początkowo wydawany był przez Rodale Inc. w Emmaus, w stanie Pensylwania; obecnie przez Hearst. Jest to największy na świecie magazyn o tego typu tematyce.

## Runner's World Polska
Polska edycja magazynu powstała w roku 2010 i wydawana była przez Motor-Presse Polska. Zawiera cztery działy: Starter, Tematy numeru, Trening RW i Imprezy. Miesięcznik posiada swoją stronę internetową.
29 marca 2016 roku magazyn otrzymał nową szatę graficzną.
Jako ostatni ukazał się pierwszy numer z 2023 (styczniowo-lutowy). Firma Motor-Presse Polska, która w grudniu 2022 ogłosiła upadłość, zapowiedziała utrzymywanie serwisów internetowych, w celu znalezienia nowego wydawcy. Jednak z końcem marca 2023 serwis został wyłączony.

## Zespół redakcyjny polskiej edycji miesięcznika
- Redaktor naczelny: Marek Dudziński
- Redaktorzy: Joanna Dudzińska, Paweł Kempa, Mariusz Kruczek, Marta Rybałko, Kuba Wiśniewski
- Graficy: Paweł Hamelusz, Mirosław Łuckoś
- Fotoedytor: Agnieszka Fotiou
- Product manager serwisów lifestyle: Waldemar Boszko
- Korektor: Sławomir Gruca
- DTP: Zbigniew Skrzypek, Przemysław Żyliński